# 1148 Rarahu
1148 Rarahu este un asteroid din centura principală, descoperit pe 5 iulie 1929, de Alexandru Nicolaevici Deutsch.